# Zero-One Others: Kamen Rider MetsubouJinrai
Série Kamen Rider Zero-One
Zero-One Others
Kamen Rider Zero-One: REAL×TIME Zero-One Others: Kamen Rider Vulcan and Valkyrie
Pour plus de détails, voir Fiche technique et Distribution.
Zero-One Others: Kamen Rider MetsubouJinrai  (ゼロワン Others 仮面ライダー滅亡迅雷, Zerowan Azāzu: Kamen Raidā Metsuboujinrai) est un film japonais de type tokusatsu V-Cinema dérivé de Kamen Rider Zero-One. Il se concentre sur les membres de MetsubouJinrai.net qui tentent de sauver Jin de Lyon Arkland, qui souhaite faire des Humagears une force militaire dévastatrice.
Il est le 1er film de la série de films Zero-One Others.
Il est sorti le 26 mars 2021 au cinéma (au Japon) et le 14 juillet en Blu-Ray/DVD.

## Synopsis
Le PDG de ZAIA Enterprise, Lyon Ackland, a enlevé Jin de MetsubouJinrai.net.  Lorsque Horobi, Ikazuchi et Naki partent à la recherche de Jin, ils trouvent un grand nombre de "humagears de type soldat". L'objectif de Lyon est de produire en masse des "Solds" qui n'ont pas de volonté propre et de les vendre comme armes au monde entier. Jin est furieux que les Humagears soient utilisés comme une arme, et dit à ses camarades de MetsubouJinrai.net qu'il veut libérer les Solds. "Afin de libérer les Solds, les quatre se transforment en Kamen Riders et se battent. Cependant, quelque chose d'inattendu s'est produit... Qu'est-il arrivé à Jin, qui a été capturé par Lyon ?  Conformément au "plan" de Lyon, la "plus grande menace" pour l'humanité est sur le point de naître d'une manière inattendue,.

## Personnages

### Lyon Arkland
Lyon Arkland (リオン＝アークランド, Rion Ākurando) est l'antagoniste principal du film. Il est le PDG de ZAIA Enterprise United States.
Il a pour objectif de produire en masse des soldats Humagear pour les vendre comme armes à travers le monde, et d'utiliser MetsubouJinrai comme ennemi de l'humanité pour développer un business sur les guerres.
Il se transforme en Kamen Rider Zaia (仮面ライダーザイア, Kamen Raidā Zaia) en insérant les Triceratops et Carnotaurus Zetsumerisekeys dans un ZAIA Thousandriver. 

## Distribution
- Jin (迅?): Daisuke Nakagawa (中川 大輔, Nakagawa Daisuke?)
- Horobi (滅?): Syuya Sunagawa (砂川 脩弥, Sunagawa Shūya?)

- L'Astronaute Raiden (宇宙野郎 雷電, Uchū Yarō Raiden?) / Ikazuchi (雷?): Daichi Yamaguchi (山口 大地, Yamaguchi Daichi?)
- Naki (亡?): Satsuki Nakayama (中山 咲月, Nakayama Satsuki?)
- Isamu Fuwa (不破 諫, Fuwa Isamu?): Ryutaro Okada (岡田 龍太郎, Okada Ryūtarō?)
- As (アズ, Azu?): Noa Tsurushima (鶴嶋 乃愛, Tsurushima Noa?)
- Yua Yaiba (刃 唯阿, Yaiba Yua?): Hiroe Igeta (井桁 弘恵, Igeta Hiroe?)
- Gai Amatsu (天津 垓, Amatsu Gai?): Nachi Sakuragi (桜木 那智, Sakuragi Nachi?)
- Aruto Hiden (飛電 或人, Hiden Aruto?): Fumiya Takahashi (高橋 文哉, Takahashi Fumiya?)

### Nouveaux personnages
- Lyon Arkland (リオン＝アークランド, Rion Ākurando?): Jai West (ジェイ・ウエスト, Jei Wesuto?)[5]
- Sold9 (ソルド9, Sorudo Nain?):  Ken Sugawara (菅原 健, Sugawara Ken?)[5]
- Sold20 (ソルド20, Sorudo Twentī?):  Yui Narumi (鳴海 唯, Narumi Yui?)[5]
- Sold404 (ソルド404, Sorudo Fō Ō Fō?):  Ami 201 (阿見 201, Ami Nīmaruichi?)
- Kamen Rider MetsubouJinrai (仮面ライダー滅亡迅雷 (声), Kamen Raidā MetsubōJinrai?), voix:  Maynard Plant (メイナード・プラント, Meinādo Puranto?),  Blaise Plant (ブレイズ・プラント, Bureizu Puranto?)
- Shigeru Daimonji (大門寺 茂, Daimonji Shigeru?):  Kazuyuki Aijima (相島 一之, Aijima Kazuyuki?)[5]